# Giro del Delfinato 1973
Il Giro del Delfinato 1973, venticinquesima edizione della corsa, si svolse dal 28 maggio al 4 giugno su un percorso di 1432 km ripartiti in 7 tappe (la seconda e la sesta suddivise in due semitappe) più un cronoprologo, con partenza a Thonon-les-Bains e arrivo a Sainte-Foy-la-Grande. Fu vinto dallo spagnolo Luis Ocaña della Bic davanti al francese Bernard Thévenet e all'olandese Joop Zoetemelk.

## Tappe
| Tappa  | Data      | Percorso                                              | km   | Vincitore di tappa | Leader cl. generale |
| ------ | --------- | ----------------------------------------------------- | ---- | ------------------ | ------------------- |
| Prol.  | 28 maggio | Thonon-les-Bains > Thonon-les-Bains (cron. a squadre) | 9    | Bic                | Luis Ocaña          |
| 1ª     | 29 maggio | Thonon-les-Bains > Bourg-en-Bresse                    | 186  | Frans Verbeeck     | Frans Verbeeck      |
| 2ª-1ª  | 30 maggio | Bourg-en-Bresse > Belley                              | 84   | Cyrille Guimard    | Cyrille Guimard     |
| 2ª-2ª  | 30 maggio | Belley > Grenoble                                     | 109  | Joop Zoetemelk     | Cyrille Guimard     |
| 3ª     | 31 maggio | Grenoble > Briançon                                   | 182  | Bernard Thévenet   | Bernard Thévenet    |
| 4ª     | 1º giugno | Gap > Carpentras                                      | 207  | Régis Ovion        | Bernard Thévenet    |
| 5ª     | 2 giugno  | Orange > Lione                                        | 248  | Jean-Claude Genty  | Bernard Thévenet    |
| 6ª-1ª  | 3 giugno  | Lione > Montceau-les-Mines                            | 147  | Wilfried David     | Bernard Thévenet    |
| 6ª-2ª  | 3 giugno  | Montceau-les-Mines > Le Creusot (cron. individuale)   | 31   | Luis Ocaña         | Luis Ocaña          |
| 7ª     | 4 giugno  | Montceau-les-Mines > Sainte-Foy-la-Grande             | 229  | Cees Bal           | Luis Ocaña          |
| Totale | Totale    | Totale                                                | 1432 |                    |                     |

## Dettagli delle tappe

### Prologo
- 28 maggio: Thonon-les-Bains > Thonon-les-Bains (cron. a squadre) – 9 km

| Pos. | Squadra | Tempo |
| ---- | ------- | ----- |
| 1    | Bic     |       |

| Pos. | Corridore  | Squadra | Tempo |
| ---- | ---------- | ------- | ----- |
| 1    | Luis Ocaña | Bic     |       |

### 1ª tappa
- 29 maggio: Thonon-les-Bains > Bourg-en-Bresse – 186 km

| Pos. | Corridore         | Squadra | Tempo |
| ---- | ----------------- | ------- | ----- |
| 1    | Frans Verbeeck    | Watney  |       |
| 2    | Cyrille Guimard   | Gan     |       |
| 3    | Walter Planckaert | Watney  |       |

| Pos. | Corridore      | Squadra | Tempo |
| ---- | -------------- | ------- | ----- |
| 1    | Frans Verbeeck | Watney  |       |

### 2ª tappa - 1ª semitappa
- 30 maggio: Bourg-en-Bresse > Belley – 84 km

| Pos. | Corridore         | Squadra | Tempo |
| ---- | ----------------- | ------- | ----- |
| 1    | Cyrille Guimard   | Gan     |       |
| 2    | Frans Verbeeck    | Watney  |       |
| 3    | Walter Planckaert | Watney  |       |

| Pos. | Corridore       | Squadra | Tempo |
| ---- | --------------- | ------- | ----- |
| 1    | Cyrille Guimard | Gan     |       |

### 2ª tappa - 2ª semitappa
- 30 maggio: Belley > Grenoble – 109 km

| Pos. | Corridore       | Squadra | Tempo |
| ---- | --------------- | ------- | ----- |
| 1    | Joop Zoetemelk  | Gitane  |       |
| 2    | Cyrille Guimard | Gan     |       |
| 3    | Frans Verbeeck  | Watney  |       |

| Pos. | Corridore       | Squadra | Tempo |
| ---- | --------------- | ------- | ----- |
| 1    | Cyrille Guimard | Gan     |       |

### 3ª tappa
- 31 maggio: Grenoble > Briançon – 182 km

| Pos. | Corridore            | Squadra | Tempo |
| ---- | -------------------- | ------- | ----- |
| 1    | Bernard Thévenet     | Peugeot |       |
| 2    | Luis Ocaña           | Bic     |       |
| 3    | Vicente López Carril | KAS     |       |

| Pos. | Corridore        | Squadra | Tempo |
| ---- | ---------------- | ------- | ----- |
| 1    | Bernard Thévenet | Peugeot |       |

### 4ª tappa
- 1º giugno: Gap > Carpentras – 207 km

| Pos. | Corridore       | Squadra | Tempo |
| ---- | --------------- | ------- | ----- |
| 1    | Régis Ovion     | Peugeot |       |
| 2    | Cyrille Guimard | Gan     |       |
| 3    | Frans Verbeeck  | Watney  |       |

| Pos. | Corridore        | Squadra | Tempo |
| ---- | ---------------- | ------- | ----- |
| 1    | Bernard Thévenet | Peugeot |       |

### 5ª tappa
- 2 giugno: Orange > Lione – 248 km

| Pos. | Corridore         | Squadra | Tempo |
| ---- | ----------------- | ------- | ----- |
| 1    | Jean-Claude Genty | Bic     |       |
| 2    | Michel Roques     | Sonolor |       |
| 3    | Walter Planckaert | Watney  |       |

| Pos. | Corridore        | Squadra | Tempo |
| ---- | ---------------- | ------- | ----- |
| 1    | Bernard Thévenet | Peugeot |       |

### 6ª tappa - 1ª semitappa
- 3 giugno: Lione > Montceau-les-Mines – 147 km

| Pos. | Corridore           | Squadra    | Tempo |
| ---- | ------------------- | ---------- | ----- |
| 1    | Wilfried David      | Flandria   |       |
| 2    | Wim Kelleners       | Canada Dry |       |
| 3    | Jean-Claude Largeau | Gitane     |       |

| Pos. | Corridore        | Squadra | Tempo |
| ---- | ---------------- | ------- | ----- |
| 1    | Bernard Thévenet | Peugeot |       |

### 6ª tappa - 2ª semitappa
- 3 giugno: Montceau-les-Mines > Le Creusot (cron. individuale) – 31 km

| Pos. | Corridore         | Squadra | Tempo |
| ---- | ----------------- | ------- | ----- |
| 1    | Luis Ocaña        | Bic     |       |
| 2    | Raymond Poulidor  | Gan     |       |
| 3    | Joaquim Agostinho | Bic     |       |

| Pos. | Corridore  | Squadra | Tempo |
| ---- | ---------- | ------- | ----- |
| 1    | Luis Ocaña | Bic     |       |

### 7ª tappa
- 4 giugno: Montceau-les-Mines > Sainte-Foy-la-Grande – 229 km

| Pos. | Corridore          | Squadra    | Tempo |
| ---- | ------------------ | ---------- | ----- |
| 1    | Cees Bal           | Gan        |       |
| 2    | Theo van der Leeuw | Canada Dry |       |
| 3    | André Mollet       | Peugeot    |       |

| Pos. | Corridore        | Squadra | Tempo     |
| ---- | ---------------- | ------- | --------- |
| 1    | Luis Ocaña       | Bic     | 39h24'42" |
| 2    | Bernard Thévenet | Peugeot | a 1'10"   |
| 3    | Joop Zoetemelk   | Gitane  | a 10'09"  |

## Classifiche finali

### Classifica generale
| Pos. | Corridore            | Squadra                | Tempo     |
| ---- | -------------------- | ---------------------- | --------- |
| 1    | Luis Ocaña           | Bic                    | 39h24'42" |
| 2    | Bernard Thévenet     | Peugeot-BP-Michelin    | a 1'10"   |
| 3    | Joop Zoetemelk       | Gitane-Frigecreme      | a 10'09"  |
| 4    | Régis Ovion          | Peugeot-BP-Michelin    | a 10'59"  |
| 5    | Vicente López Carril | KAS                    | a 11'55"  |
| 6    | Antonio Martos       | KAS                    | a 14'40"  |
| 7    | Raymond Poulidor     | Gan-Mercier-Hutchinson | a 16'58"  |
| 8    | Frans Verbeeck       | Watney-Maes Pils       | a 18'48"  |
| 9    | Raymond Delisle      | Peugeot-BP-Michelin    | a 19'45"  |
| 10   | Willy Van Neste      | Sonolor                | a 20'14"  |